# Muhammad Abdi Yusuf
Muhammad Abdi Yusuf (som. Maxamed Cabdi Yuusuf, arab. محمد يوسف عبدي; ur. 1 lipca 1941) – somalijski polityk, premier Somalii od 8 grudnia 2003 do 3 listopada 2004.
Wywodzi się z klanu Darod z regionu Mudug w środkowej Somalii. Ukończył studia w Związku Radzieckim, gdzie od 1972 do 1974 wykładał filozofię polityczną. Od 1975 pracował w administracji rządowej: początkowo jako gubernator prowincji, a następnie od 1980 jako wiceminister w czterech różnych resortach. W latach 90. uczestniczył w różnych konferencjach pokojowych, m.in. w 1994 w Addis Abebie i w 2000 w Dżibuti. Od 1994 do 2000 przebywał na wygnaniu w Holandii. Był uczestnikiem konferencji pokojowej w Dżibuti w kwietniu i maju 2000 roku. Został wybrany wiceprzewodniczącym Tymczasowego Parlamentu Federalnego.
8 grudnia 2003 został mianowany przez prezydenta Abdiqasima Salada Hassana (którego był bliskim współpracownikiem) premierem Tymczasowego Rządu Narodowego w miejsce Hassana Abshira Faraha, który jeszcze w sierpniu podał się do dymisji. Funkcję pełnił przez niespełna rok, pozostając jednak raczej bierny i czekając na powołanie Tymczasowego Rządu Federalnego, co nastąpiło 3 listopada 2004. W gabinecie swego następcy Alego Mohammeda Ghediego pełnił funkcję ministra zdrowia, zrezygnował jednak 3 sierpnia 2006 jako protest wobec przekładania rozmów z Unią Trybunałów Islamskich.